# Secondo amore
Secondo amore (All That Heaven Allows) è un film del 1955 diretto da Douglas Sirk.
Nel 1995 è stato scelto per essere conservato nel National Film Registry della Biblioteca del Congresso degli Stati Uniti.

## Trama
Una ricca vedova, Cary Scott, si innamora, ricambiata, del figlio del suo giardiniere, Ron Kirby, più giovane di 10 anni. Questo provoca ostilità e disapprovazione da parte dei due figli della donna, ma soprattutto molti pettegolezzi da parte della buona società di cui Carey fa parte. Quando Ron chiede a Carey di sposarlo, la donna rifiuta, apprendendo del disagio causato ai propri figli. Ma quando nel giorno di Natale la figlia Kay annuncia il suo matrimonio e il figlio Ned le comunica che, per motivi di studio, deve allontanarsi dagli Stati Uniti, Carey capisce di aver lasciato un uomo di cui era innamorata e dopo un incidente in cui si Ron rischia la vita, vinti tutti pregiudizi, l'amore finalmente trionfa.

## Cast
Jane Wyman, Rock Hudson e Agnes Moorehead avevano recitato insieme già nel 1954 ed erano stati diretti dallo stesso regista nel film Magnifica ossessione.

## Remake
Grande ammiratore di Douglas Sirk, R. W. Fassbinder lo rifece con La paura mangia l'anima (1973).